# Lista episoadelor din Liv și Maddie
Aceasta este o listă a episoadelor serialului Liv și Maddie, difuzat pe Disney Channel.

## Sumar

### SUA
| Sezonul | Sezonul | Episoade | Episoade | Premiera TV        | Premiera TV       |
| Sezonul | Sezonul | Episoade | Episoade | Prima transmisie   | Ultima transmisie |
| ------- | ------- | -------- | -------- | ------------------ | ----------------- |
|         | 1       | 21       | 21       | 19 iulie 2013      | 27 iulie 2014     |
|         | 2       | 24       | 24       | 21 septembrie 2014 | 23 august 2015    |
|         | 3       | 20       | 20       | 13 septembrie 2015 | 19 iunie 2016     |
|         | 4       | 15       | 15       | 23 septembrie 2016 | 24 martie 2017    |

### România
| Sezonul | Sezonul | Episoade | Episoade | Premiera TV      | Premiera TV       |
| Sezonul | Sezonul | Episoade | Episoade | Prima transmisie | Ultima transmisie |
| ------- | ------- | -------- | -------- | ---------------- | ----------------- |
|         | 1       | 21       | 21       | 7 decembrie 2013 | 23 noiembrie 2014 |
|         | 2       | 24       | 24       | 7 februarie 2015 | 14 noiembrie 2015 |
|         | 3       | 20       | 20       | 10 ianuarie 2016 | 27 noiembrie 2016 |
|         | 4       | 15       | 15       | 14 ianuarie 2017 | ( )               |

## Episoade

### Sezonul 1 (2013-2014)
| Nr. în serial | Nr. în sezon | Titlu                       | Regizat de   | Scris de                                            | Data difuzării (SUA) | Cod de producție |
| --- | ------------ | --------------------------- | ------------ | --------------------------------------------------- | -------------------- | ---------------- |
| 1 | 1            | „Gemenele Rooney”           | Andy Fickman | John D. Beck & Ron Hart                             | 19 iulie 2013        | 101              |
| Liv Rooney s-a întors acasă după 4 ani petrecuți la Hollywood la brațele deschise ale părinților, fraților și surorii sale gemene, Maddie. Când Maddie i se confesează că s-a îndrăgostit de un băiat pe nume Diggie, Liv se deghizează ca Maddie cu scopul de a obține pentru ea o întâlnire la dansul ce urma. Din păcate, Diggie spune nu. Când Liv se confesează că l-a învitat pe Diggie la dans, Maddie se supără și îi spune lui Liv că și-ar dori ca Liv să nu fi plecat niciodată din Hollywood. Liv se pregătește să plece, dar părinții săi o opresc, încercând să îi arate că gemenii sunt speciali și că ea și Maddie vor fi întotdeauna surori. Când Maddie este afară antrenându-se, Diggie apare și îi spune că știa că era Liv cea care l-a invitat și de aceea a spus nu, spunându-i că deși ea si Liv au aceeași față, el o recunoaște pe Maddie. Apoi o întreabă pe Maddie dacă vrea să meargă la dans împreună, iar ea spune da. În același timp, Joey și Parker încearcă să își transforme dormitorul într-o peșteră frățească, dar este ruinată în momentulîn care Liv aproape pleacă. Guest stars: Ryan McCartan ca Diggie, Shelby Wulfert ca Maddie 2, Emmy Buckner ca Liv 2 |              |                             |              |                                                     |                      |                  |
| 2 | 2            | „Echipa Rooney”             | Andy Fickman | John D. Beck & Ron Hart                             | 15 septembrie 2013   | 102              |
| Directoarea școlii anunță tăieri de buget tocmai când Maddie este aleasă căpitanul echipei de bascket, respingând orice sanșă pentru uniforme noi sau deplasări la turnee. Imediat cum ia atitudine în legătură cu îngrijorările sale, Maddie descoperă lipsa de suport din partea echipei. Pentru a-și îmbunătății abilitășile de lider, Liv se oferă să se alăture echipei pentru a o ajuta pe Maadie săîși demonstreze noile găsite abilități la o întâlnire de echipa la casa Rooney. În același timp, Parker aduce acasă o cutie cu tarantule de la școală, care scpaăpe neașteptate, ceea ce cauzează niște mici probleme pentru întâlnirea lui Maddie. Guest stars: Larry Miller ca Principal Fickman, Jessica Marie Garcia ca Willow, Bridget Shergals ca Stains, Amanda Misquez ca Cassie, Emmy Buckner ca Liv 2, Shelby Wulfert ca Maddie 2 |              |                             |              |                                                     |                      |                  |
| 3 | 3            | „Chef a la Rooney”          | Andy Fickman | John Peaslee                                        | 22 septembrie 2013   | 107              |
| Liv este îngrijorată că a ratat multe momente din viața lui Parker și decide să țină o petrecereîn pijamale împreunăcu prietenii lui, ceea ce se dovedește a fi un adevărat eșec. Știind că Maddie are o relație mult mai buna cu Parker, Liv merge la eapentru ajutor. În același timp, Pete îl scoate pe Joey la cine pentru că este îngrijorat că își pierde prea mult timp cu joucurile video. Pe drum,Pete se întâlnește cu un prieten polițist care îi iala o plimbare în mașina de servici. De asemenea, Maddie și Willow construiesc o ghilotină pentru un proiect de la școală. Guest stars: Jessica Marie Garcia ca Willow, Carter Hastings ca Evan, Zack Ward ca Mike, Shelby Wulfert ca Maddie 2, Emmy Buckner ca Liv 2 |              |                             |              |                                                     |                      |                  |
| 4 | 4            | „Hoața de Rooney”           | Andy Fickman | John D. Beck & Ron Hart                             | 29 septembrie 2013   | 104              |
| Maddie începe să se implice prea mult în noua sa poziție de căpitan de echipa. Liv încearcă să își facă noi prieteni la școală. Când Liv află că Maddie a aranjat cu câțiva elevi să devină prieteni cu ea, se apropie de o eleva problematică, împotriva voinței lui Maddie și intrăîn belele, dar Maddie iatoată vina asupra ei. În același timp, Joey primește un nou smartphone și se angajează la mall pentru a reuși să își plătească factura. Guest stars: Cozi Zuehlsdorff ca Ocean, Samm Levine ca Chambers, Anne Winters ca Kylie, Emmy Buckner ca Liv 2, Shelby Wulfert ca Maddie 2 |              |                             |              |                                                     |                      |                  |
| 5 | 5            | „Cangur Rooney”             | Andy Fickman | Danielle Hoover & David Monahan                     | 6 octombrie 2013     | 105              |
| Este Hallowen iar liceul Ridgewood susține festivalul anual de țipatde Hallowen. Diggie o invită pe Maddie să participe la concursul de costume pentru cupluri. Joey este interesat de noua colegă, iar Maddie îi sugerează că ar trebui să exerseze vorbitul cu alte fete înainte să o abordeze pe cea de care îi place. Fără să știe, prima fată care îi apare în cale este sora sa, Liv, costumată. În același timp, Parker descoperă o păpușă clown care i-a aparținut lui Karen. Guest star: Ryan McCartan ca Diggie, Cozi Zuehlsdorff ca Ocean, Gabrielle Elyse ca Skyler, Shelby Wulfert ca Maddie 2, Emmy Buckner ca Liv 2 |              |                             |              |                                                     |                      |                  |
| 6 | 6            | „Rooney și skateboard-ul”   | Andy Fickman | John D. Beck & Ron Hart                             | 13 octombrie 2013    | 103              |
| Guest stars: Allen Alvarado as Skippy Ramirez, Connor Weil as Miller White, Kurt Long as Johnny Nimbus, Shelby Wulfert as Maddie 2, Emmy Buckner as Liv 2 |              |                             |              |                                                     |                      |                  |
| 7 | 7            | „Copii cuminți”             | Andy Fickman | Heather MacGillvray & Linda Mathious                | 3 noiembrie 2013     | 108              |
| Guest stars: Ryan McCartan as Diggie, Allen Alvarado as Skippy Ramirez, Dennis Cockrum as Baxter Fontanel, Jill Basey as Janet Budge, Emmy Buckner as Liv 2, Shelby Wulfert as Maddie 2 |              |                             |              |                                                     |                      |                  |
| 8 | 8            | „Rooney cel deștept”        | Andy Fickman | Linda Mathious & Heather MacGillvray                | 10 noiembrie 2013    | 113              |
| Guest stars: Jessica Marie Garcia as Willow, Jimmy Bellinger as Artie, Kurt Long as Johnny Nimbus, Shelby Wulfert as Maddie 2, Emmy Buckner as Liv 2 Absent: Tenzing Norgay Trainer as Parker Rooney |              |                             |              |                                                     |                      |                  |
| 9 | 9            | „Petrecerea”                | Andy Fickman | Sylvia Green                                        | 24 noiembrie 2013    | 106              |
| Guest stars: Ryan McCartan as Diggie, Jessica Marie Garcia as Willow, Bridget Shergalis as Stains, Emmy Buckner as Liv 2, Shelby Wulfert as Maddie 2 |              |                             |              |                                                     |                      |                  |
| 10 | 10           | „Fa-La-La a Rooney”         | Andy Fickman | Sylvia Green                                        | 1 decembrie 2013     | 111              |
| Guest stars: Kurt Long as Johnny Nimbus, Ella Anderson as Jenny Keene, Shelby Wulfert as Maddie 2, Emmy Buckner as Liv 2 |              |                             |              |                                                     |                      |                  |
| 11 | 11           | „Schimb de Rooney”          | Andy Fickman | Danielle Hoover & David Monahan                     | 17 ianuarie 2014     | 109              |
| Guest stars: Ryan McCartan as Diggie, Jimmy Bellinger as Artie, Suzy Nakamura as Tammy, Shelby Wulfert as Maddie 2, Emmy Buckner as Liv 2 |              |                             |              |                                                     |                      |                  |
| 12 | 12           | „Abandonează un Rooney”     | Andy Fickman | John D. Beck & Ron Hart                             | 26 ianuarie 2014     | 110              |
| Special guest star: Dwight Howard as Bernard Guest stars: Ryan McCartan as Diggie, Emmy Buckner as Liv 2, Shelby Wulfert as Maddie 2 |              |                             |              |                                                     |                      |                  |
| 13 | 13           | „Rooney se mută”            | Andy Fickman | Ernie Bustamante                                    | 9 februarie 2014     | 112              |
| Guest stars: Ryan McCartan as Diggie, Jimmy Bellinger as Artie, Emmy Buckner as Liv 2, Shelby Wulfert as Maddie 2 |              |                             |              |                                                     |                      |                  |
| 14 | 14           | „Criză în familia Rooney”   | Andy Fickman | John Peaslee                                        | 9 martie 2014        | 114              |
| Guest stars: Jessica Marie Garcia as Willow, Carter Hastings as Evan, Kurt Long as Johnny Nimbus, Elaine Kao as Sensei Rae Dawn, Emmy Buckner as Liv 2, Shelby Wulfert as Maddie 2 |              |                             |              |                                                     |                      |                  |
| 15 | 15           | „Mamă de Rooney”            | Andy Fickman | Jenny Keene                                         | 16 martie 2014       | 115              |
| Guest stars: Jimmy Bellinger as Artie, Molly Hagan as Mrs. Wakefield, Dorie Barton as Bree, Shelby Wulfert as Maddie 2, Emmy Buckner as Liv 2 |              |                             |              |                                                     |                      |                  |
| 16 | 16           | „Rooney și pantofii”        | Andy Fickman | William Luke Schreiber                              | 6 aprilie 2014       | 117              |
| Guest stars: Ryan McCartan as Diggie, Jessica Marie Garcia as Willow, Bridget Shergalis as Stains, Carter Hastings as Evan, Shelby Wulfert as Maddie 2, Emmy Buckner as Liv 2 |              |                             |              |                                                     |                      |                  |
| 17 | 17           | „Urlă ca un Rooney”         | Andy Fickman | Danielle Hoover & David Monahan                     | 13 aprilie 2014      | 116              |
| Special guest star: Laura Marano as Fangs Guest stars: Ryan McCartan as Diggie, Kel Mitchell as Q-Pop, Fahim Anwar as Director, Emmy Buckner as Liv 2, Shelby Wulfert as Maddie 2 |              |                             |              |                                                     |                      |                  |
| 18 | 18           | „Rooney amintiri”           | Andy Fickman | Sylvia Green                                        | 4 mai 2014           | 118              |
| Guest stars: Ryan McCartan as Diggie, Tate Chapman as young Liv, Abby Chapman as young Maddie, Emmy Buckner as Liv 2, Shelby Wulfert as Maddie 2 |              |                             |              |                                                     |                      |                  |
| 19 | 19           | „BFF cu Rooney”             | Andy Fickman | Kali Rocha & Johnathan McClain                      | 22 iunie 2014        | 119              |
| Guest stars: Ryan McCartan as Diggie, Jimmy Bellinger as Artie, Raquel Castro as South Salamanca, Marla Maples as Amy Becker, Jenny Phagan as Amy Smalls, Shelby Wulfert as Maddie 2, Emmy Buckner as Liv 2 |              |                             |              |                                                     |                      |                  |
| 20 | 20           | „Cântă cu Rooney”           | Andy Fickman | Linda Mathious & Heather MacGillvray & Sylvia Green | 29 iunie 2014        | 120              |
| Guest stars: Ryan McCartan as Diggie, Bridget Shergalis as Stains, Rena Strober as Becky Bicklehoff, Emmy Buckner as Liv 2, Shelby Wulfert as Maddie 2 |              |                             |              |                                                     |                      |                  |
| 21 | 21           | „Vârcolaci spațiali Rooney” | Andy Fickman | John D. Beck & Ron Hart                             | 27 iulie 2014        | 121              |
| Special guest star: Garry Marshall as Vic DeFazerelli Guest stars: Ryan McCartan as Diggie, Jessica Marie Garcia as Willow, Mim Drew as Whitney, Shelby Wulfert as Maddie 2, Emmy Buckner as Liv 2 |              |                             |              |                                                     |                      |                  |

### Sezonul 2 (2014–15)
| Nr. în serial | Nr. în sezon | Titlu                     | Regizat de         | Scris de                             | Data difuzării     | Cod de producție |
| --- | ------------ | ------------------------- | ------------------ | ------------------------------------ | ------------------ | ---------------- |
| 22 | 1            | „Rooney premiera”         | Shelley Jensen     | John D. Beck & Ron Hart              | 21 septembrie 2014 | 201              |
| Guest stars: Ryan McCartan as Diggie, Kurt Long as Johnny Nimbus, Mim Drew as Whitney, Ron Pearson as Pretzel King, Shelby Wulfert as Maddie 2, Emmy Buckner as Liv 2                                                                                               |              |                           |                    |                                      |                    |                  |
| 23 | 2            | „Olărit a la Rooney”      | Shelley Jensen     | John Peaslee                         | 28 septembrie 2014 | 202              |
| Guest stars: Jessica Marie Garcia as Willow, Bridget Shergalis as Stains, Herbie Jackson as Reggie, Emmy Buckner as Liv 2, Shelby Wulfert as Maddie 2 |              |                           |                    |                                      |                    |                  |
| 24 | 3            | „Helgaween Rooney”        | Rich Correll       | John D. Beck & Ron Hart              | 5 octombrie 2014   | 207              |
| Guest stars: Jessica Marie Garcia as Willow, Shelby Wulfert as Maddie 2, Emmy Buckner as Liv 2 |              |                           |                    |                                      |                    |                  |
| 25 | 4            | „Kathy Kan la Rooney”     | Linda Mendoza      | Danielle Hoover & David Monahan      | 12 octombrie 2014  | 204              |
| Guest stars: Piper Curda as Kathy Kan, Herbie Jackson as Reggie, Shane Cambria as Splat, Tara Karsian as Mrs. Kneebauer, Emmy Buckner as Liv 2, Shelby Wulfert as Maddie 2 Absent: Benjamin King as Pete Rooney                                                     |              |                           |                    |                                      |                    |                  |
| 26 | 5            | „Perechi a la Rooney”     | Rich Correll       | David Tolentino                      | 2 noiembrie 2014   | 205              |
| Guest stars: Jessica Marie Garcia as Willow, Jimmy Bellinger as Artie, Herbie Jackson as Reggie, Jaida-Iman Benjamin as Emily, Shelby Wulfert as Maddie 2, Emmy Buckner as Liv 2                                                                                    |              |                           |                    |                                      |                    |                  |
| 27 | 6            | „Aruncări a la Rooney”    | Rich Correll       | Sylvia Green                         | 23 noiembrie 2014  | 206              |
| Guest stars: Jessica Marie Garcia as Willow, Rena Strober as Becky Bicklehoff, Brianne Ashleigh Tju as Alex, Emmy Buckner as Liv 2, Shelby Wulfert as Maddie 2 |              |                           |                    |                                      |                    |                  |
| 28 | 7            | „Revelion a la Rooney”    | Victor Gonzalez    | John Peaslee                         | 7 decembrie 2014   | 208              |
| Guest stars: Ryan McCartan as Diggie, Kurt Long as Johnny Nimbus, Emmy Buckner as Liv 2, Shelby Wulfert as Maddie 2 |              |                           |                    |                                      |                    |                  |
| 29 | 8            | „Frateștera Rooney”       | Adam Weissman      | Linda Mathious & Heather MacGillvray | 18 ianuarie 2015   | 203              |
| Guest stars: Shelby Wulfert as Maddie 2, Emmy Buckner as Liv 2 |              |                           |                    |                                      |                    |                  |
| 30 | 9            | „Rooney reciclează”       | Chris Poulos       | Linda Mathious & Heather MacGillvray | 25 ianuarie 2015   | 210              |
| Guest stars: Victoria Moroles as Andie, Josh Swickard as Todd Stetson, Emmy Buckner as Liv 2, Shelby Wulfert as Maddie 2 Absent: Benjamin King as Pete Rooney |              |                           |                    |                                      |                    |                  |
| 31 | 10           | „Notează un Rooney”       | Adam Weissman      | Jennifer Keene                       | 8 februarie 2015   | 215              |
| Guest stars: Jessica Marie Garcia as Willow, Miranda May as Lacey, Josh Swickard as Todd Stetson, Brianne Ashleigh Tju as Alex, Shelby Wulfert as Maddie 2, Emmy Buckner as Liv 2                                                                                   |              |                           |                    |                                      |                    |                  |
| 32 | 11           | „Detenția Rooney”         | Jody Margolin Hahn | John Peaslee                         | 15 februarie 2015  | 209              |
| Guest stars: Jimmy Bellinger as Artie, Tara Karsian as Mrs. Kneebauer, Shak Ghacha as Dump Truck, Shelby Wulfert as Maddie 2, Emmy Buckner as Liv 2 |              |                           |                    |                                      |                    |                  |
| 33 | 12           | „Toba lui Rooney”         | Victor Gonzalez    | Sylvia Green                         | 1 martie 2015      | 211              |
| Guest stars: Jessica Marie Garcia as Willow, Ariela Barer as Shayna, Miranda May as Lacey, Shelby Wulfert as Maddie 2, Emmy Buckner as Liv 2 |              |                           |                    |                                      |                    |                  |
| 34 | 13           | „Cadoul lui Rooney”       | Adam Weissman      | Kriss Turner Tower                   | 8 martie 2015      | 212              |
| Guest stars: Ryan McCartan as Diggie, Herbie Jackson as Reggie, Peggy Miley as Sylvia, Emmy Buckner as Liv 2, Shelby Wulfert as Maddie 2 Absent: Benjamin King as Pete Rooney                                                                                       |              |                           |                    |                                      |                    |                  |
| 35 | 14           | „Vecinii familiei Rooney” | Adam Weissman      | Kali Rocha & Johnathan McClain       | 26 martie 2015     | 213              |
| Guest stars: Jimmy Bellinger as Artie, Jordan Fisher as Holden, Audrey Whitby as Aubrey, Caryn Ward Ross as Cindy Dippledorf, Shelby Wulfert as Maddie 2, Emmy Buckner as Liv 2                                                                                     |              |                           |                    |                                      |                    |                  |
| 36 | 15           | „Repetă Rooney”           | Benjamin King      | Marc C. Secada                       | 9 aprilie 2015     | 214              |
| Guest stars: Herbie Jackson as Reggie, Carter Hastings as Evan, Miriam Flynn as Mrs. Snodgrass, Kara Royster as Kennedy, Emmy Buckner as Liv 2, Shelby Wulfert as Maddie 2                                                                                          |              |                           |                    |                                      |                    |                  |
| 37 | 16           | „Gătește cu Rooney”       | Andy Fickman       | Danielle Hoover & David Monahan      | 12 aprilie 2015    | 221              |
| Special guest star: Kevin James as Mr. Clodfelter Guest stars: Jimmy Bellinger as Artie, Herbie Jackson as Reggie, Shelby Wulfert as Maddie 2, Emmy Buckner as Liv 2                                                                                                |              |                           |                    |                                      |                    |                  |
| 38 | 17           | „B a la la Rooney”        | Shannon Flynn      | Heather MacGillvray & Linda Mathious | 19 aprilie 2015    | 219              |
| Guest stars: Cameron Boyce as Krahgg, Jessica Marie Garcia as Willow, Jordan Fisher as Holden, Victoria Moroles as Andie, Shelby Wulfert as Maddie 2, Emmy Buckner as Liv 2                                                                                         |              |                           |                    |                                      |                    |                  |
| 39 | 18           | „Flugelball a la Rooney”  | Adam Weissman      | David Tolentino                      | 3 mai 2015         | 216              |
| Guest stars: Ryan McCartan as Diggie, Shak Ghacha as Dump Truck, Emmy Buckner as Liv 2, Shelby Wulfert as Maddie 2 |              |                           |                    |                                      |                    |                  |
| 40 | 19           | „Formație a la Rooney”    | Jody Margolin Hahn | Danielle Hoover & David Monahan      | 14 iunie 2015      | 220              |
| Guest stars: Jessica Marie Garcia as Willow, Jimmy Bellinger as Artie, Kurt Long as Johnny Nimbus, Jordan Fisher as Holden, Victoria Moroles as Andie, Emmy Buckner as Liv 2, Shelby Wulfert as Maddie 2 Absent: Benjamin King as Pete Rooney                       |              |                           |                    |                                      |                    |                  |
| 41 | 20           | „Video cu Rooney”         | Andy Fickman       | David Tolentino                      | 21 iunie 2015      | 223              |
| Guest stars: Jessica Marie Garcia as Willow, Ryan McCartan as Diggie, Jimmy Bellinger as Artie, Jordan Fisher as Holden, Victoria Moroles as Andie, Audrey Whitby as Aubrey, Shelby Wulfert as Maddie 2, Emmy Buckner as Liv 2 Absent: Benjamin King as Pete Rooney |              |                           |                    |                                      |                    |                  |
| 42 | 21           | „Triunghiul Rooney”       | Andy Fickman       | Eric Abrams                          | 19 iulie 2015      | 222              |
| Guest stars: Jessica Marie Garcia as Willow, Jordan Fisher as Holden, Kurt Long as Johnny Nimbus, Victoria Moroles as Andie, Herbie Jackson as Reggie, Emmy Buckner as Liv 2, Shelby Wulfert as Maddie 2                                                            |              |                           |                    |                                      |                    |                  |
| 43 | 22           | „Farse a la Rooney”       | Jody Margolin Hahn | William Luke Schreiber               | 26 iulie 2015      | 217              |
| Guest stars: Ryan McCartan as Diggie, Jimmy Bellinger as Artie, Shak Ghacha as Dump Truck, Herbie Jackson as Reggie, Tara Karsian as Mrs. Kneebauer, Miranda May as Lacey, Shelby Wulfert as Maddie 2, Emmy Buckner as Liv 2                                        |              |                           |                    |                                      |                    |                  |
| 44 | 23           | „SPARF un Rooney”         | Andy Fickman       | Danielle Hoover & David Monahan      | 16 august 2015     | 303              |
| Special guest star: Andy Grammer as himself Guest stars: Ryan McCartan as Diggie, Victoria Moroles as Andie, Josh Swickard as Todd Stetson, Raquel Castro as South Salamanca, Shelby Wulfert as Maddie 2, Emmy Buckner as Liv 2                                     |              |                           |                    |                                      |                    |                  |
| 45 | 24           | „Campionii Rooney”        | Andy Fickman       | John D. Beck & Ron Hart              | 23 august 2015     | 224              |
| Guest stars: Ryan McCartan as Diggie, Jessica Marie Garcia as Willow, Kurt Long as Johnny Nimbus, Herbie Jackson as Reggie, Carter Hastings as Evan, Shak Ghacha as Dump Truck, Miranda May as Lacey, Emmy Buckner as Liv 2, Shelby Wulfert as Maddie 2             |              |                           |                    |                                      |                    |                  |

### Season 3 (2015–16)
| Nr. în serial | Nr. în sezon | Titlu                         | Regizat de            | Scris de                             | Data difuzării     | Cod de producție |
| --- | ------------ | ----------------------------- | --------------------- | ------------------------------------ | ------------------ | ---------------- |
| 46 | 1            | „Continuă cu Rooney”          | Andy Fickman          | John Peaslee                         | 13 septembrie 2015 | 301              |
| Guest stars: Ryan McCartan as Diggie, Rena Strober as Becky Bickelhoff, Frank Caliendo as Vince, Shelby Wulfert as Maddie 2, Emmy Buckner as Liv 2 |              |                               |                       |                                      |                    |                  |
| 47 | 2            | „Voltage a Rooney”            | Andy Fickman          | John D. Beck & Ron Hart              | 13 septembrie 2015 | 302              |
| Guest stars: Chloe Wepper as Gemma, Emmy Buckner as Liv 2, Shelby Wulfert as Maddie 2 |              |                               |                       |                                      |                    |                  |
| 48 | 3            | „Coleg cu Rooney”             | Adam Weissman         | Linda Mathious & Heather MacGillvray | 20 septembrie 2015 | 305              |
| Guest stars: Jimmy Bellinger as Artie, Jordan Fisher as Holden, Chloe Wepper as Gemma, Lucas Adams as Josh, Shelby Wulfert as Maddie 2, Emmy Buckner as Liv 2 Absent: Joey Bragg as Joey Rooney |              |                               |                       |                                      |                    |                  |
| 49 | 4            | „Sperie un Rooney”            | Adam Weissman         | Danielle Hoover & David Monahan      | 4 octombrie 2015   | 306              |
| Special guest stars: Landry Bender as Cyd, Lauren Taylor as Shelby Guest stars: Jessica Marie Garcia as Willow, Kurt Long as Johnny Nimbus, Herbie Jackson as Reggie, Jordan Fisher as Holden, Carter Hastings as Evan, Emmy Buckner as Liv 2, Shelby Wulfert as Maddie 2                                                     |              |                               |                       |                                      |                    |                  |
| 50 | 5            | „Rooney cu talangă”           | Adam Weissman         | David Tolentino                      | 18 octombrie 2015  | 304              |
| Guest stars: Jessica Marie Garcia as Willow, Victoria Moroles as Andie, Shak Ghacha as Dump Truck, Lucas Adams as Josh, Emmy Buckner as Liv 2, Shelby Wulfert as Maddie 2 |              |                               |                       |                                      |                    |                  |
| 51 | 6            | „Bunică a la Rooney”          | Kevin C. Sullivan     | Sylvia Green                         | 25 octombrie 2015  | 218              |
| Special guest star: Patty Duke as Grandma Janice and Great Aunt Hillary Guest stars: Jessica Marie Garcia as Willow, Jimmy Bellinger as Artie, Brianne Ashleigh Tju as Alex, Audrey Whitby as Aubrey, Gatlin Green as Samantha, Emmy Buckner as Liv 2, Shelby Wulfert as Maddie 2                                             |              |                               |                       |                                      |                    |                  |
| 52 | 7            | „Transformatorul de chiftele” | Kevin C. Sullivan     | John Peaslee                         | 8 noiembrie 2015   | 307              |
| Guest stars: Jessica Marie Garcia as Willow, Herbie Jackson as Reggie, Ashlyn Faith Williams as Lula, April Marshall-Miller as Anina, Shelby Wulfert as Maddie 2, Emmy Buckner as Liv 2 Absent: Benjamin King as Pete Rooney                                                                                                  |              |                               |                       |                                      |                    |                  |
| 53 | 8            | „Întreabă mai mult”           | Jody Margolin Hahn    | Sylvia Green                         | 22 noiembrie 2015  | 308              |
| Special guest star: Kristen Bell as herself Guest stars: Jessica Marie Garcia as Willow, Shak Ghacha as Dump Truck, Lucas Adams as Josh, Jai Rodriguez as Jacob Michaels, Erin Matthews as Paula Porter, Bas Rutten as Uncle Martucci, Emmy Buckner as Liv 2, Shelby Wulfert as Maddie 2 Absent: Benjamin King as Pete Rooney |              |                               |                       |                                      |                    |                  |
| 54 | 9            | „Joy-to-a-Rooney ????”        | Jody Margolin Hahn    | William Luke Schreiber               | 6 decembrie 2015   | 309              |
| Guest stars: Jessica Marie Garcia as Willow, Jimmie Bellinger as Artie, Kurt Long as Johnny Nimbus, Chloe Wepper as Gemma, Shelby Wulfert as Maddie 2, Emmy Buckner as Liv 2 |              |                               |                       |                                      |                    |                  |
| 55 | 10           | „Generația 2016”              | Jody Margolin Hahn    | Sylvia Green                         | 17 ianuarie 2016   | 310              |
| Guest stars: Jessica Marie Garcia as Willow, Jimmy Bellinger as Artie, Victoria Moroles as Andie, Emmy Buckner as Liv 2, Shelby Wulfert as Maddie 2 |              |                               |                       |                                      |                    |                  |
| 56 | 11           | „Antrenează un Rooney”        | Leonard R. Garner Jr. | Jennifer Keene                       | 24 ianuarie 2016   | 311              |
| Guest stars: Jessica Marie Garcia as Willow, Victoria Moroles as Andie, Jordan Fisher as Holden, Bridget Shergalis as Stains, Miriam Flynn as Mrs. Snodgrass, Hudson Yang as Frankie Chang, Shelby Wulfert as Maddie 2, Emmy Buckner as Liv 2                                                                                 |              |                               |                       |                                      |                    |                  |
| 57 | 12           | „Rooney a admiratorul secret” | Chris Poulos          | Linda Mathious & Heather MacGillvray | 21 februarie 2016  | 312              |
| Guest stars: Kurt Long as Johnny Nimbus, Chloe Wepper as Gemma, Lucas Adams as Josh, Emmy Buckner as Liv 2, Shelby Wulfert as Maddie 2 Absent: Benjamin King as Pete Rooney |              |                               |                       |                                      |                    |                  |
| 58 | 13           | „Visul a Rooney”              | Dave Cove             | Kali Rocha & Johnathan McClain       | 13 martie 2016     | 313              |
| Guest stars: Lucas Adams as Josh, Brianne Ashleigh Tju as Alex, Shelby Wulfert as Maddie 2, Emmy Buckner as Liv 2 |              |                               |                       |                                      |                    |                  |
| 59 | 14           | „Ajută Rooney”                | Adam Weissman         | David Tolentino                      | 20 martie 2016     | 314              |
| Format:More plot Guest stars: Jessica Marie Garcia as Willow, Jimmy Bellinger as Artie, Victoria Moroles as Andie, Jordan Fisher as Holden, Audrey Whitby as Aubrey, Emmy Buckner as Liv 2, Shelby Wulfert as Maddie 2 |              |                               |                       |                                      |                    |                  |
| 60 | 15           | „Fotografiază un Rooney”      | Leonard R. Garner Jr. | Freddie Gutierrez                    | 10 aprilie 2016    | 315              |
| Special guest star: Brandon Crawford as himself Guest stars: Jordan Fisher as Holden, Lucas Adams as Josh, Wesley Mann as Mr. Bell, Mike Greenberg as Radio Announcer, Shelby Wulfert as Maddie 2, Emmy Buckner as Liv 2 Absent: Benjamin King as Pete Rooney                                                                 |              |                               |                       |                                      |                    |                  |
| 61 | 16           | „Home Run-a-Rooney ???”       | Wendy Faraone         | Danielle Hoover & David Monahan      | 24 aprilie 2016    | 316              |
| Guest stars: Ryan McCartan as Diggie, Jordan Fisher as Holden, Lucas Adams as Josh, Carter Hastings as Evan, Shak Ghacha as Dump Truck, David Shatraw as Goofy Gary, Nancy O'Dell as herself, Emmy Buckner as Liv 2, Shelby Wulfert as Maddie 2                                                                               |              |                               |                       |                                      |                    |                  |
| 62 | 17           | „Alege un Rooney”             | Leonard R. Garner Jr. | Betsy Sullenger                      | 8 mai 2016         | 317              |
| Guest stars: Ryan McCartan as Diggie, Jimmy Bellinger as Artie, Kurt Long as Johnny Nimbus, Lucas Adams as Josh, Chloe Wepper as Gemma, Shelby Wulfert as Maddie 2, Emmy Buckner as Liv 2 |              |                               |                       |                                      |                    |                  |
| 63 | 18           | „Prieten a Rooney”            | Leonard R. Garner Jr. | Linda Mathious & Heather MacGillvray | 22 mai 2016        | 318              |
| Guest stars: Erik Estrada as Mr. Bustamante, Victoria Moroles as Andie, Lucas Adams as Josh, Carter Hastings as Evan, Shak Ghacha as Dump Truck, Chloe Wepper as Gemma, Emmy Buckner as Liv 2, Shelby Wulfert as Maddie 2 |              |                               |                       |                                      |                    |                  |
| 64 | 19           | „Skyvolt Rooney”              | Adam Weissman         | Sylvia Green & David Tolentino       | 5 iunie 2016       | 319              |
| Guest stars: Jessica Marie Garcia as Willow, Ryan McCartan as Diggie, Jimmy Bellinger as Artie, Lucas Adams as Josh, Chloe Wepper as Gemma, Aaron Hendry as Zaydock, Shelby Wulfert as Maddie 2, Emmy Buckner as Liv 2 |              |                               |                       |                                      |                    |                  |
| 65 | 20           | „Rooney în California”        | Adam Weissman         | John D. Beck & Ron Hart              | 19 iunie 2016      | 320              |
| Guest stars: Jessica Marie Garcia as Willow, Jolie Jenkins as Aunt Dena, Emmy Buckner as Liv 2, Shelby Wulfert as Maddie 2 |              |                               |                       |                                      |                    |                  |